# Châteauroux-les-Alpes
Châteauroux-les-Alpes település Franciaországban, Hautes-Alpes megyében. Lakosainak száma 1223 fő (2022. január 1.). Châteauroux-les-Alpes Champcella, Embrun, Freissinières, Orcières, Réallon, Réotier, Saint-André-d’Embrun és Saint-Clément-sur-Durance községekkel határos.

## Népesség
A település népességének változása:
| Lakosok száma | 683  | 649  | 766  | 1076 | 1110 | 1146 | 1197 | 1198 | 1200 | 1223 |
|               | 1968 | 1982 | 1990 | 2006 | 2013 | 2015 | 2017 | 2019 | 2020 | 2022 |